# Meriones crassus
Meriones crassus este o specie de rozătoare din familia Muridae. Este găsită în Asia și Africa. Habitatul său este compus din deșerturi.

## Descriere

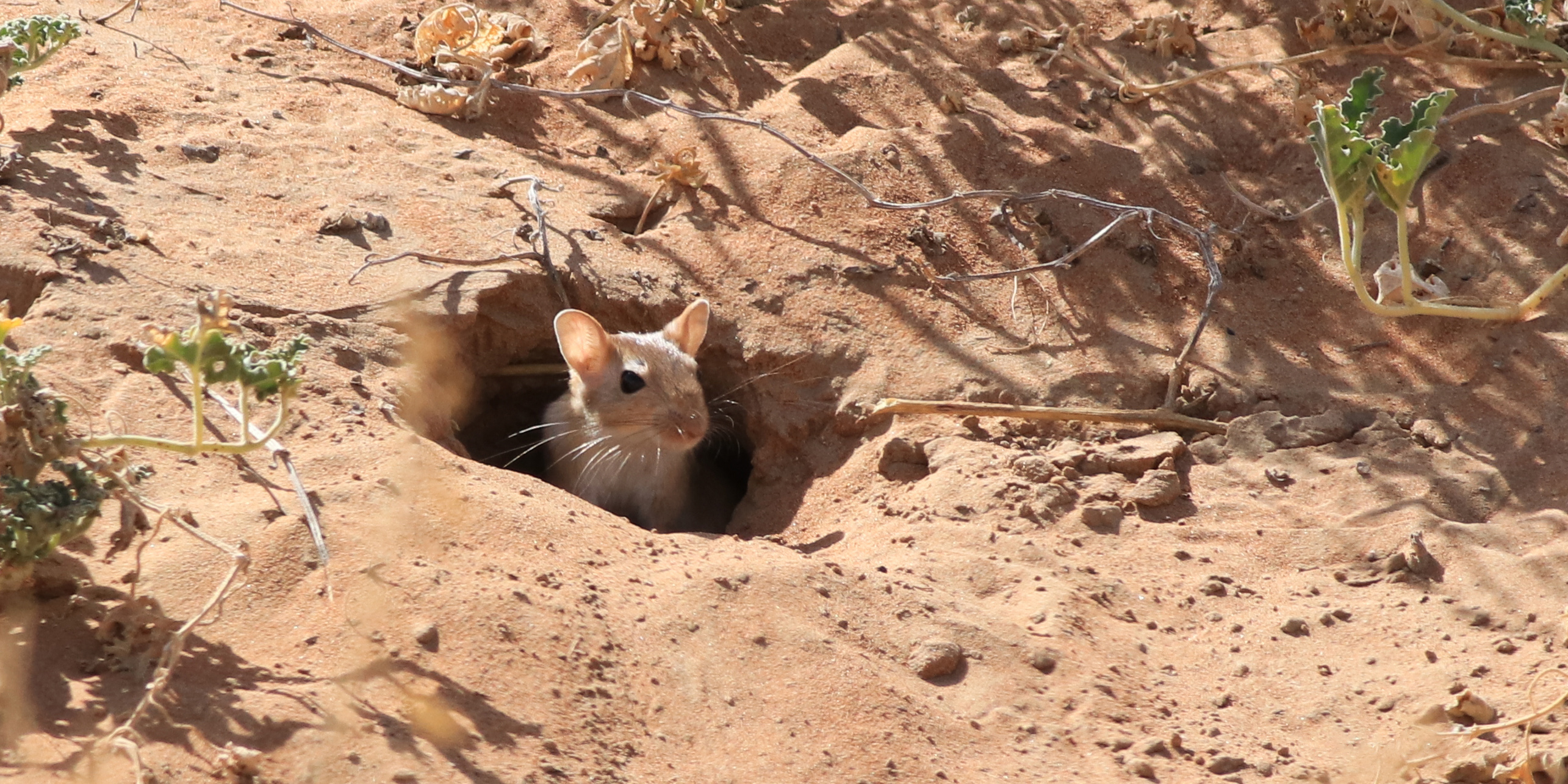
Meriones crassus uitându-se afară prin una dintre intrările vizuinii

În medie, specia Meriones crassus are o greutate de circa 100 g. Mărimea acestei rozătoare poate varia în funcție de sex. Lungimea medie (fără a include coada) este de aproximativ 15 cm. Coada poate fi mai lungă decât restul corpului. Meriones crassus are o blană moale și fină, de culoare maro deschis, abdomenul având o culoare mai deschisă.

## Răspândire și habitat
Specia Meriones crassus poate fi găsită în habitate uscate precum deșerturile din nordul Africii. Poate fi întâlnită în zone stâncoase, dar preferă soluri nisipoase. Rozătoarele din această specie își crează vizuini, în care își creează cuiburi. Este găsită în Afganistan, Algeria, Turcia, Egipt, Iran, Irak, Israel, Iordania, Oman, Tunisia, Kuweit, Libia, Maroc, Niger, Palestina, Arabia Saudită, Sudan, Sahara Occidentală, Siria, Emiratele Arabe Unite și Pakistan.

## Reproducere
Ca și alte mamifere, femela din specia Meriones crassus are grijă de puii săi producând lapte. Fiind un mamifer relativ mic, femela trebuie să consume o cantitate crescută de calorii pentru a produce suficient lapte. Puii se nasc orbi și fără blană și au mustăți foarte lungi.

## Hrănire
Meriones crassus se hrănește cu diferite specii de plante, semințe, crengi, lăcuste, greieri și alte insecte. Depozitează hrană în vizuină.

## Paraziți
Meriones crassus poate avea o varietate de paraziți, în special specii de pureci. S-a descoperit că masculul are mai mulți paraziți decât femela, lucru care este încă studiat. Paraziții sunt însoțiți la rândul lor de paraziți, în acest caz bacterii. Bacteriile pot fi transmise către Meriones crassus atunci când puricele mușcă rozătoarea.

## Stare ecologică
Nu au fost identificate amenințări deosebite pentru această specie. Uniunea Internațională pentru Conservarea Naturii a a clasificat specia ca fiind neamenințată cu dispariția. Rozătoarele din această specie sunt folosite în cercetări medicale și crescute ca animale de companie. Sunt considerate și animale dăunătoare, din cauza faptului că afectează în mod negativ agricultura și pot răspândi boli.